# Лемуан, Жан
Жан Лемуан (фр. Jean Lemoyne, 1638 — ок. 1710) — французский живописец-декоратор, рисовальщик и гравёр «большого стиля» (grande manière) времени правления короля Людовика XIV. С 1686 года — член Королевской Академии живописи и скульптуры. Под руководством Шарля Лебрена и по эскизам Жана Берена Старшего выполнял росписи гротесками в галерее Аполлона в Лувре. Создал несколько гравированных альбомов своих рисунков.
В истории французского искусства известны и другие художники по фамилии Лемуан. Среди них: Жак Лемуан де Морке (?— 1588) — рисовальщик и живописец французского Ренессанса. Сын Жана Лемуана — Жан-Луи Лемуан (1665—1755), скульптор, ученик А. Куазево. Два сына Жана-Луи: Жан-Батист Лемуан Старший (1681—1731) и Жан-Батист Младший (1704—1778) — также скульпторы.
Известны также Луи Лемуан (ок.1600—1660) — скульптор и Франсуа Лемуан (1688—1737) — живописец-декоратор стиля Регентства, учитель Франсуа Буше.
Ещё один Лемуан — мастер-мебельщик, работал с Л.-Э. Лемаршаном в 1840-х годах.